# Cornellà Centre (metrostation)
Cornellà Centre is een metrostation aan lijn 5 van de metro van Barcelona in Cornellà de Llobregat, een voorstad van Barcelona in het zuidwesten van de agglomeratie. Het metrostation ligt onder spoorwegstation Cornellà, waar er overgestapt kan worden op de voorstadtreinen Rodalies. Ook kan er over worden gestapt op de trams van Trambaix.
Sinds de opening van dit metrostation in 1983, toen de lijn werd verlengd vanaf Sant Ildefons, is dit het zuidelijke eindstation van de lijn. De originele naam van de metrohalte was eigenlijk gewoon 'Cornellà' maar is hernoemd tot 'Cornellà Centre' omdat de stations Gavarra en Sant Ildefons ook in de gemeente Cornellà liggen.
Het station met zijperrons van 97 meter (waarvan alleen spoor 1 wordt gebruikt) heeft één enkele stationshal, met een uitgang naar de tramhalte en een uitgang naar het stationsplein voor het spoorwegstation. In deze stationshal zit een winkeltje.